# Ragnar Berlin
Ragnar Oscar Mac Berlin, född den 4 oktober 1910 i Stockholm, död den 7 december 1994, var en svensk läkare och professor i medicin.

## Biografi
Ragnar Berlin var äldste son till civilingenjören och brandinspektören Allan Berlin (1878–1951) och dennes hustru Karin Flodman (1881–1946) samt sonson till matematikern Mac Berlin. Hans yngre bröder var Hans och Sven-Olof Berlin. Familjen var under merparten av sonens uppväxt bosatt i Göteborg där Ragnar Berlin avlade studentexamen 1929.
Berlin blev medicine licentiat 1937, medicine doktor 1951 och docent i praktisk medicin samma år; allt vid Uppsala universitet. Efter diverse läkarförordnanden under åren 1937–1952 (bland annat Akademiska sjukhuset i Uppsala) blev han sistnämnda år överläkare vid den medicinska kliniken vid Falköpings lasarett. Han vistades utomlands som "visiting professor" vid Seouls nationella universitet 1960–1961. Åter i Sverige övergick han 1961 till en överläkartjänst vid Regionsjukhuset i Linköping. Han utnämndes 1969 och tillträdde 1970 som den förste professorn i invärtes medicin vid högskolan i Linköping (från 1975 Linköpings universitet), vilket han, parallellt med överläkartjänsten, var till sin pensionering 1977. Som professor var han även ledamot av Medicinska forskningsrådet.
Berlins professur omfattade hela invärtesmedicinen – inklusive bland annat kardiologi, endokrinologi, gastroenterologi och njurmedicin – men hans specialistområde var hematologi.
Berlin var sedan sin Uppsalatid medlem i såväl Juvenalorden som Samfundet SHT. I det senare var han 1971–1980 vice styrande mästare i logen Jojachim i Linköping. Som privatperson beskrevs han som något stram och med ett drag av "värdig distans" samt med ett stort musikintresse.
Berlin var från 1938 gift med Anna-Lisa Andersson (1916–2001), dotter till grosshandlare Leon Andersson och dennes hustru Viran, född Lindholm.